# Будинок-музей А. П. Бахути
Будинок-музей А. П. Бахути (Структурний підрозділ Новокаховської міської ради Літературно-меморіальний музей А. Бахути) був відкритий 01 серпня 1992 року за адресою : Херсонська область, Нова Каховка, вул. Шевченка, 7, у будинку, в якому мешкав поет.

## Експозиція
Станом на 24 лютого 2022 року у музейному фонді перебувало понад 3 тисячі експонатів, з яких до огляду у трьох кімнатах музею було представлено 640. 
Із загальної кількості експонатів, більш ніж 1750 — авторські рукописи.
Також представлені предмети побуту, численні світлини, графічні роботи та видання, в яких публікувався А. Бахута.

## Діяльність
Працівниками музею, спільно із представниками місцевої влади, проводились тематичні заходи, святкування ювілейних дат. 
З 2015 року, за ініціативою Новокаховської міської ради, запроваджений конкурс на здобуття літературної премії імені А. Бахути; раз на п’ять років — проведення конкурсу «Дотик до чуда».
Через підрив російськими агресорами Каховської ГЕС, музей внесений до переліку музеїв, що вже підтоплені, або перебувають під загрозою (знаходяться на тимчасово окупованій території України).